# Dolinsk
Dolinsk – miasto w Rosji, w obwodzie sachalińskim. W 2010 roku liczyło 12 200 mieszkańców.